# Frédéric Esther
Frédéric Esther (* 8. Juni 1972 in Meulan-en-Yvelines) ist ein ehemaliger französischer Boxer im Halbmittelgewicht, Europameister von 1998, Bronzemedaillengewinner der Weltmeisterschaft 1999 und Olympiateilnehmer von 2000.

## Karriere
Der früher rund 1,77 m große Linksausleger boxte ausschließlich im Halbmittelgewicht (bis 71 kg). Er wurde 1995, 1999 und 2000 französischer Meister und gewann im Mai 1998 die Europameisterschaft in Minsk. Er besiegte dabei Roman Aleksejew aus Estland, Tengis Dschaoschwili aus Georgien, Chris Bessey aus England und Ercüment Arslan aus der Türkei.
Im August 1999 gewann er zudem eine Bronzemedaille bei der Weltmeisterschaft in Houston. Nachdem er Károly Balzsay aus Ungarn und Hely Yanez aus Venezuela geschlagen hatte, unterlag er im Halbfinale gegen Marian Simion aus Rumänien. Er startete anschließend bei den Olympischen Sommerspielen 2000 in Sydney, wo er durch Siege gegen Andrei Mischin aus Russland und Fırat Karagöllü aus der Türkei ins Viertelfinale einzog. Beim anschließenden Kampf um den Einzug ins Halbfinale und damit sicheren Gewinn einer Medaille, verlor er erneut gegen den Rumänen Marian Simion.
Darüber hinaus war er Teilnehmer an internationalen Turnieren und gewann unter anderem 1997 den Acropolis Cup in Athen, mit Siegen gegen den Slowaken Martin Červenka, den Dänen Lars Pedersen, den Rumänen Wasile Morowan, den Ukrainer Alexander Subrichin und den Esten Roman Aleksejew.
Nach den Olympischen Spielen begann er eine kurze Profikarriere mit 16 Kämpfen, dabei siegte er 14 Mal. Beim Kampf um die französische Meisterschaft 2004 gegen Jean-Paul Mendy, erlitt er eine Punkteniederlage und beendete seine Boxkarriere.